# 奇蹟一本松

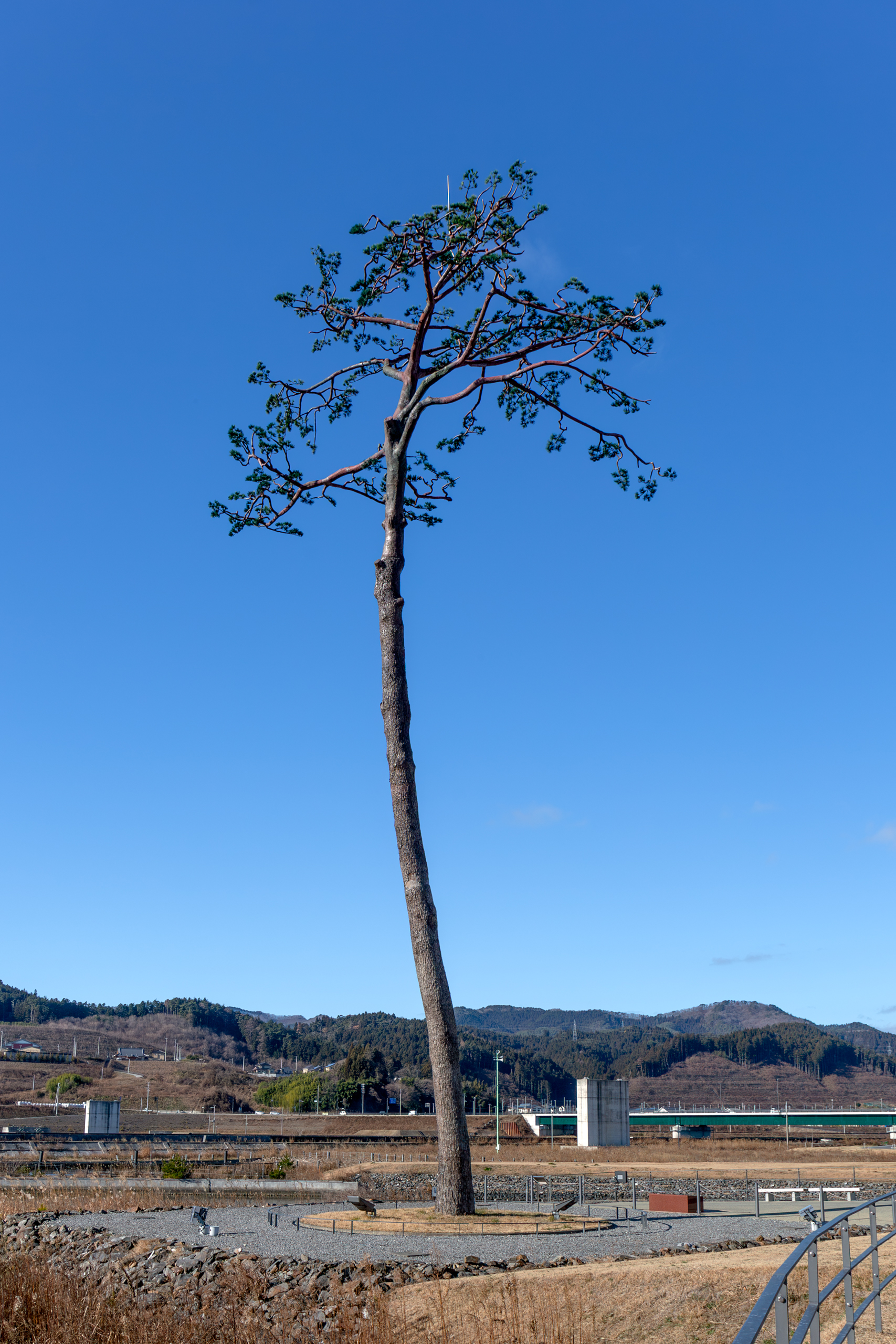
奇蹟一本松

奇蹟一本松（日语：／ Kiseki no Ipponmatsu */?）是位於日本岩手縣陸前高田市的一顆松樹。2011年3月11日的東日本大震災引發的海嘯侵襲陸前高田市，位於沿海地區的高田松原也受到海水破壞，沙灘上原本共7萬多棵的松樹在海嘯過後僅存一棵松樹。這個松樹在震災後成為復興的象徵，通稱為「希望之松」、「希望之一本松」和「奇跡之一本松」等。但奇蹟一本松在2012年經過調查後，發現其根部已受到海水侵蝕，判斷不可能再生。2012年9月12日，陸前高田市為保存一本松而對其樹幹進行切割，經過防腐處理後，於2013年7月完成保存工程。